# Paluxysaurus
Paluxysaurus is een geslacht van sauropode dinosauriërs behorend tot de groep van de Titanosauriformes dat tijdens het late Albien leefde in het gebied van het huidige Texas.
De typesoort Paluxysaurus jonesi is in 2007 beschreven door Peter Rose. De geslachtsnaam verwijst naar de stad Paluxy in Hood County en naar de Paluxy River. De soortaanduiding eert de eigenaar van het land waarop de fossielen gevonden zijn: William R. Jones. Opgravingen vonden plaats tussen 1980 en 1987 en vanaf 1993 in de Jones Ranch Quarry, in zandsteenlagen van de Twin Mountains-formatie.
Het holotype is FWMSH 93B-10-18, bestaande uit een stuk linkerbovenkaak. Er is een zeer groot aantal syntypen, bestaande uit allerlei fragmenten van minstens vijf volwassen individuen die de afgelopen jaren zijn opgegraven; bij elkaar vormen zij een vrij compleet beeld van het hele skelet, hoewel de schedel, zoals zo vaak bij de sauropoden, slecht bekend is. Paluxysaurus is vrij licht gebouwd met lagere achter- dan voorpoten en een vrij korte staart. De heuphoogte was zo'n drie meter.
Paluxysaurus was het op het moment van beschrijving de best bekende sauropode uit het Krijt van Noord-Amerika. Rose beschouwt allerlei gelijkend fragmentarisch materiaal dat aan de soorten Pleurocoelus en Astrodon is toegeschreven als niet-diagnostisch en deze beide laatste vormen nomina dubia. Een kladistische analyse die hij uitvoerde, gaf aan dat Paluxysaurus zich basaal in de Titanosauriformes bevindt, en vermoedelijk behoort tot de Brachiosauridae.
Studies uit 2011 en 2012 van Michael D'Emic kwamen echter tot de conclusie dat Paluxysaurus een jonger synoniem is van Sauroposeidon die zich in de Somphospondyli zou bevinden en dus geen brachiosauride zou zijn.